# Recyntus
Recyntus is een geslacht van kevers uit de familie somberkevers (Zopheridae).

## Soorten
Deze lijst is mogelijk niet compleet.
| - R. exiguus - R. tuberculatus |